# ددهام (ماساچوست)
دِدهام (به انگلیسی: Dedham) شهرکی در شهرستان نورفولک ایالت ماساچوست می‌باشد که در سال ۱۶۳۶ بنیان‌گذاری شده‌است. این شهرک در سرشماری سال ۲۰۱۰ میلادی، ۲۴٬۷۲۹ نفر جمعیت داشته‌است.